# Peraleda del Zaucejo
Peraleda del Zaucejo település Spanyolországban, Badajoz tartományban. Peraleda del Zaucejo Monterrubio de la Serena, Los Blázquez, Fuente Obejuna, Granja de Torrehermosa, Azuaga, Campillo de Llerena és Zalamea de la Serena községekkel határos. Lakosainak száma 479 fő (2024).

## Népesség
A település népessége az utóbbi években az alábbiak szerint változott:
| Lakosok száma | 642  | 600  | 590  | 608  | 614  | 562  | 555  | 513  | 490  | 479  |
|               | 2001 | 2004 | 2006 | 2009 | 2011 | 2014 | 2016 | 2019 | 2021 | 2024 |